# لیکور

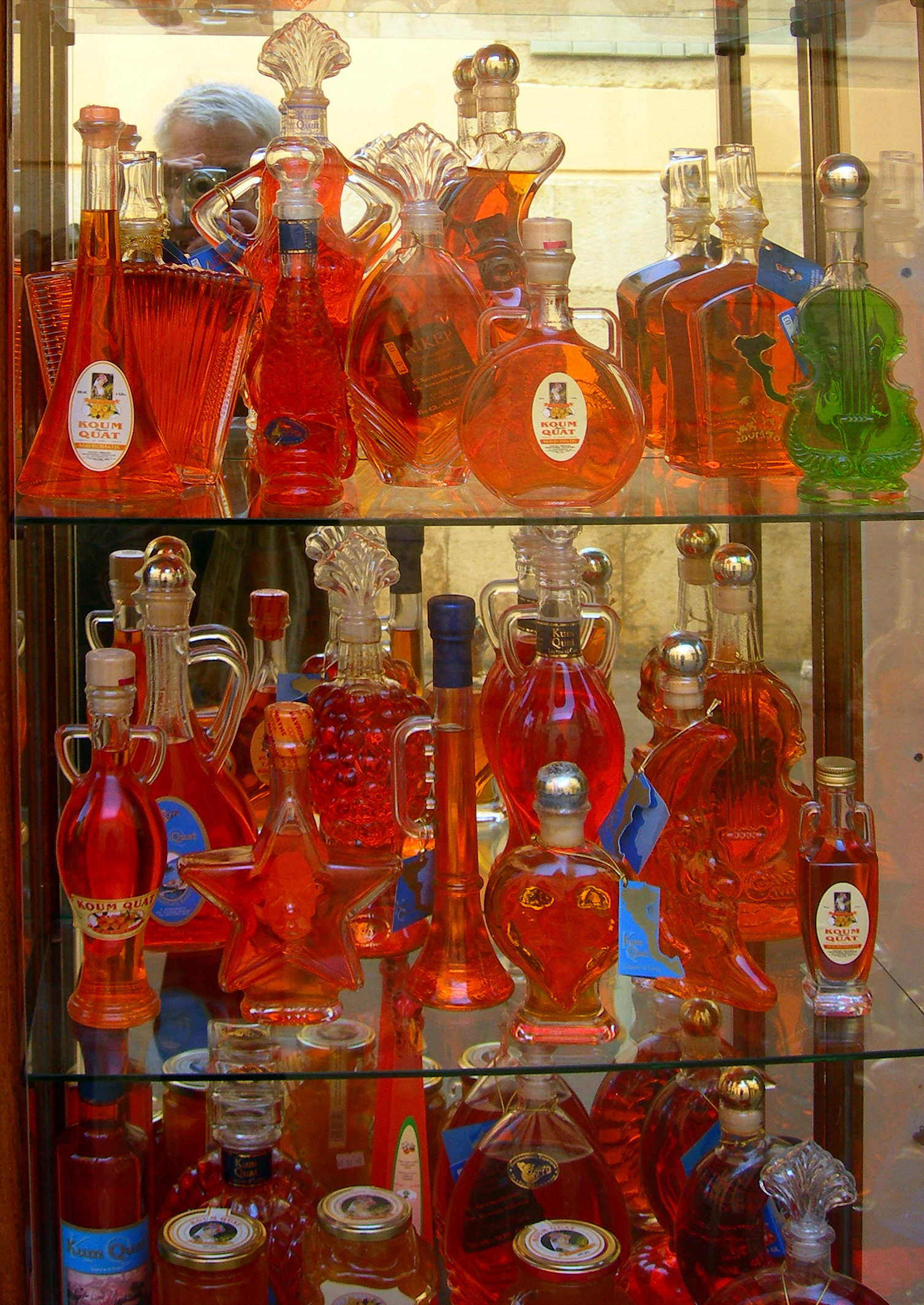
لیکور

لیکور (به فرانسوی: Liqueur) یکی از انواع نوشیدنی‌های الکلی است. لیکورها از یکی از نوشیدنی‌های تقطیری تهیه می‌شوند و برای مزه دادن به آن‌ها از میوه، خامه، گیاهان دارویی، ادویه، گل یا آجیل استفاده شده و به همراه شکر یا شیرین‌کننده‌های دیگر در بطری بسته‌بندی می‌شوند. لیکورها معمولاً کاملاً شیرین هستند و اغلب بعد از ترکیب مواد تشکیل دهنده، دوره طولانی‌ای را برای جا افتادن طی نمی‌کنند. البته ممکن است در طول فرایند تولید، برای ترکیب عطر و طعم، آن‌ها را برای مدتی نگهداری کنند - یا اصطلاحاً به آن‌ها استراحت بدهند.

## نگارخانه

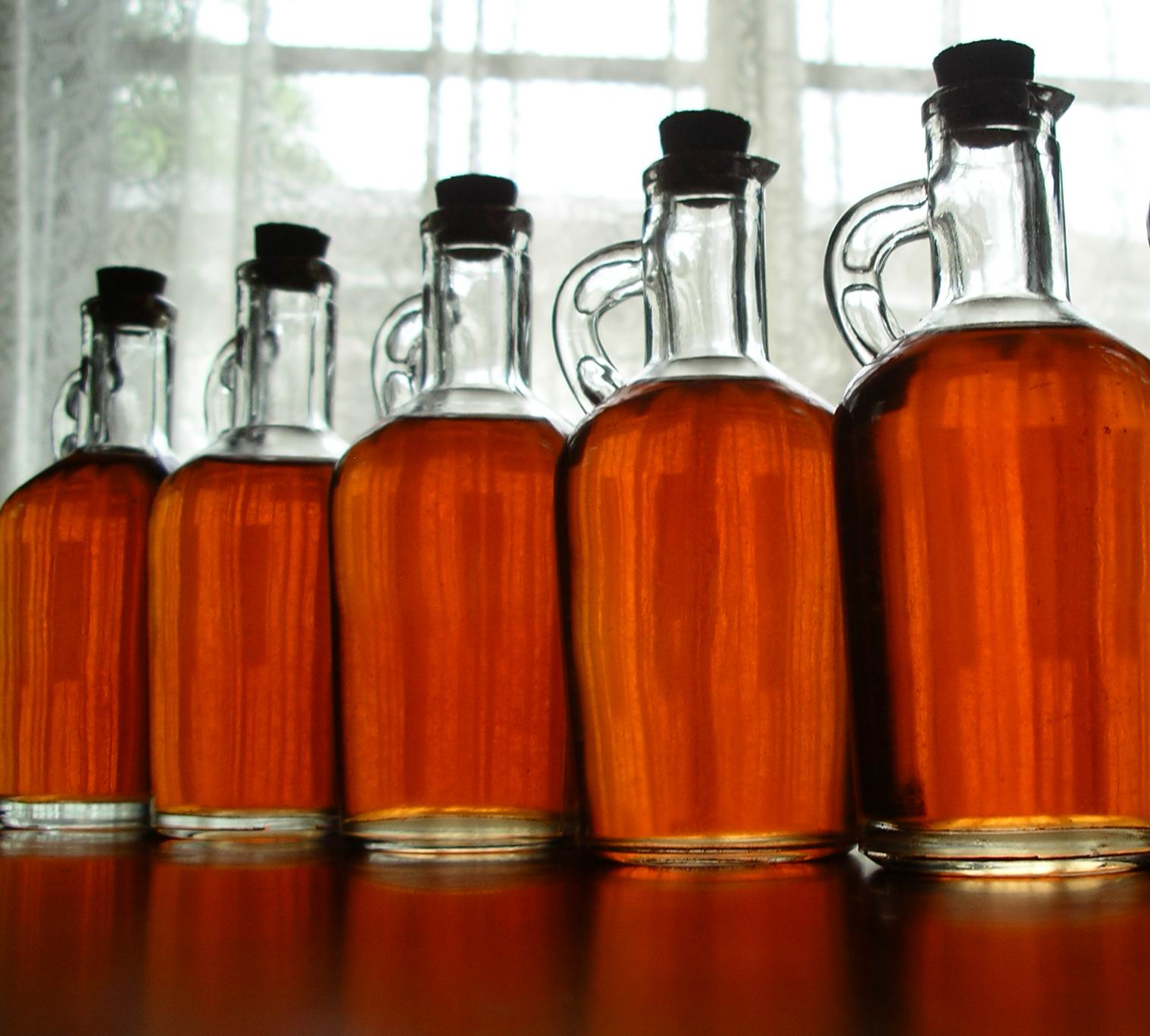
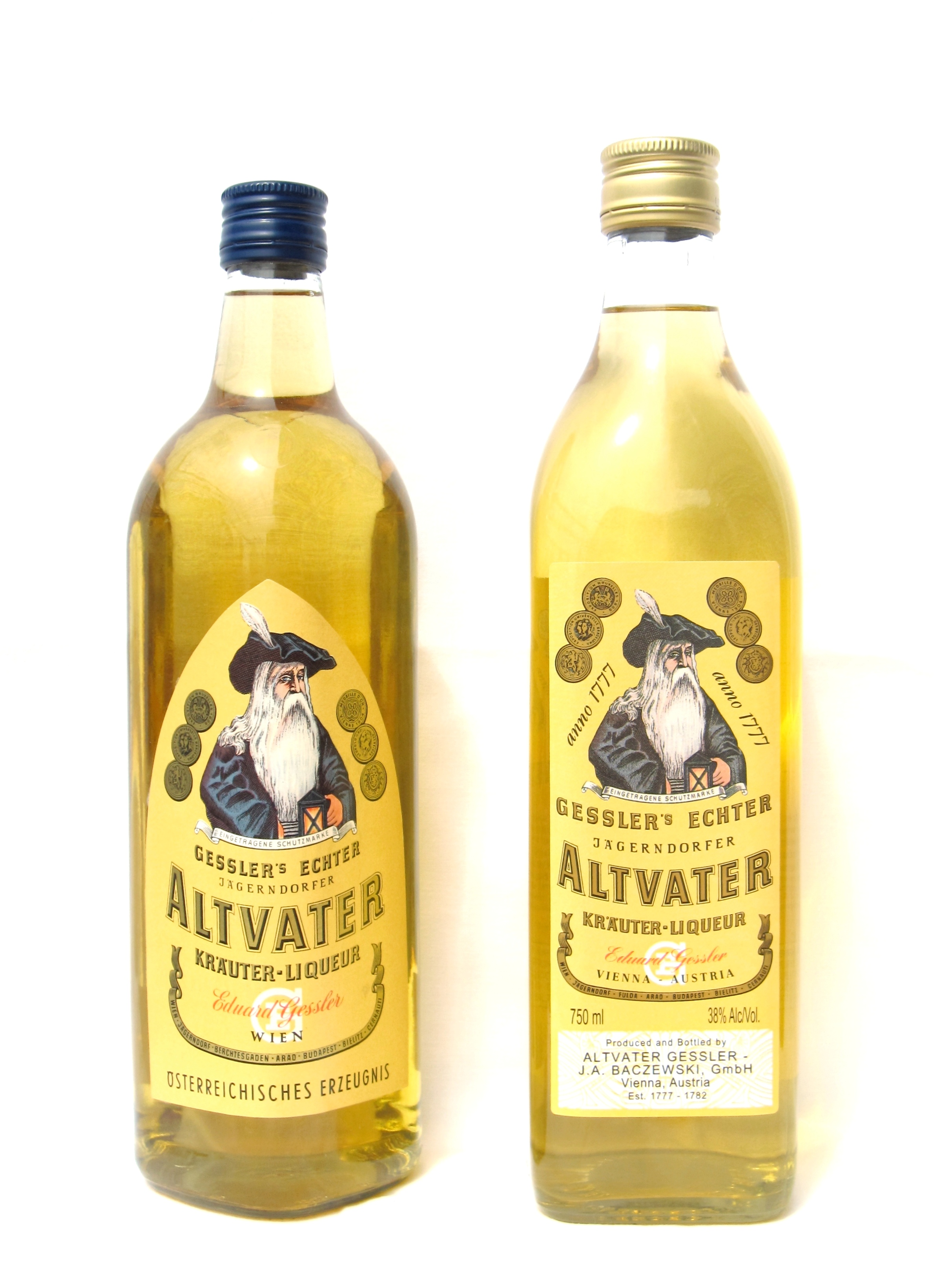
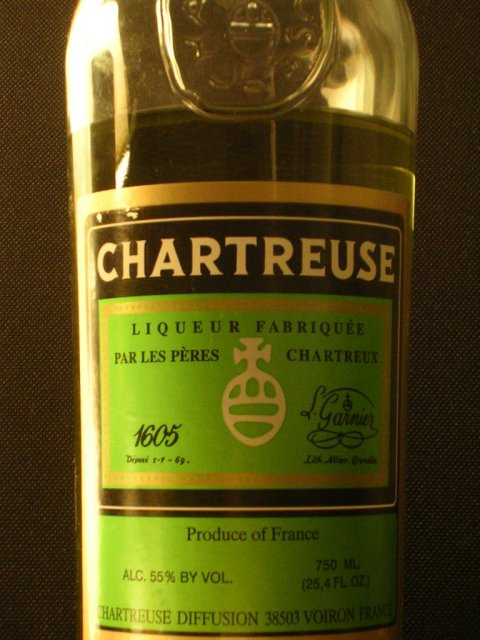